# Авдіїво (Вологодський район)
Авдіїво — присілок в Вологодському районі Вологодської області.
Входить до складу Новленського сільського поселення (з 1 січня 2006 року по 8 квітня 2009 року входило до Березняківського сільське поселення), з точки зору адміністративно-територіального поділу — в Березниковській сільраді.
Відстань до районного центру Вологди по автодорозі — 77 км, до центру муніципального утворення Новленського по прямій — 7 км. Найближчі населені пункти — Ермоловське, Олешково, Келебардово, Жуково, Бубирево, Ісаково, Алексін, Кобелєво.
За переписом 2002 року населення — 2 людини.